# Gare de Shanghai
La gare de Shanghai (en chinois : 上海火车站) est une gare ferroviaire chinoise. C'est l'une des principales gares de Shanghai.